# Toilette di bordo

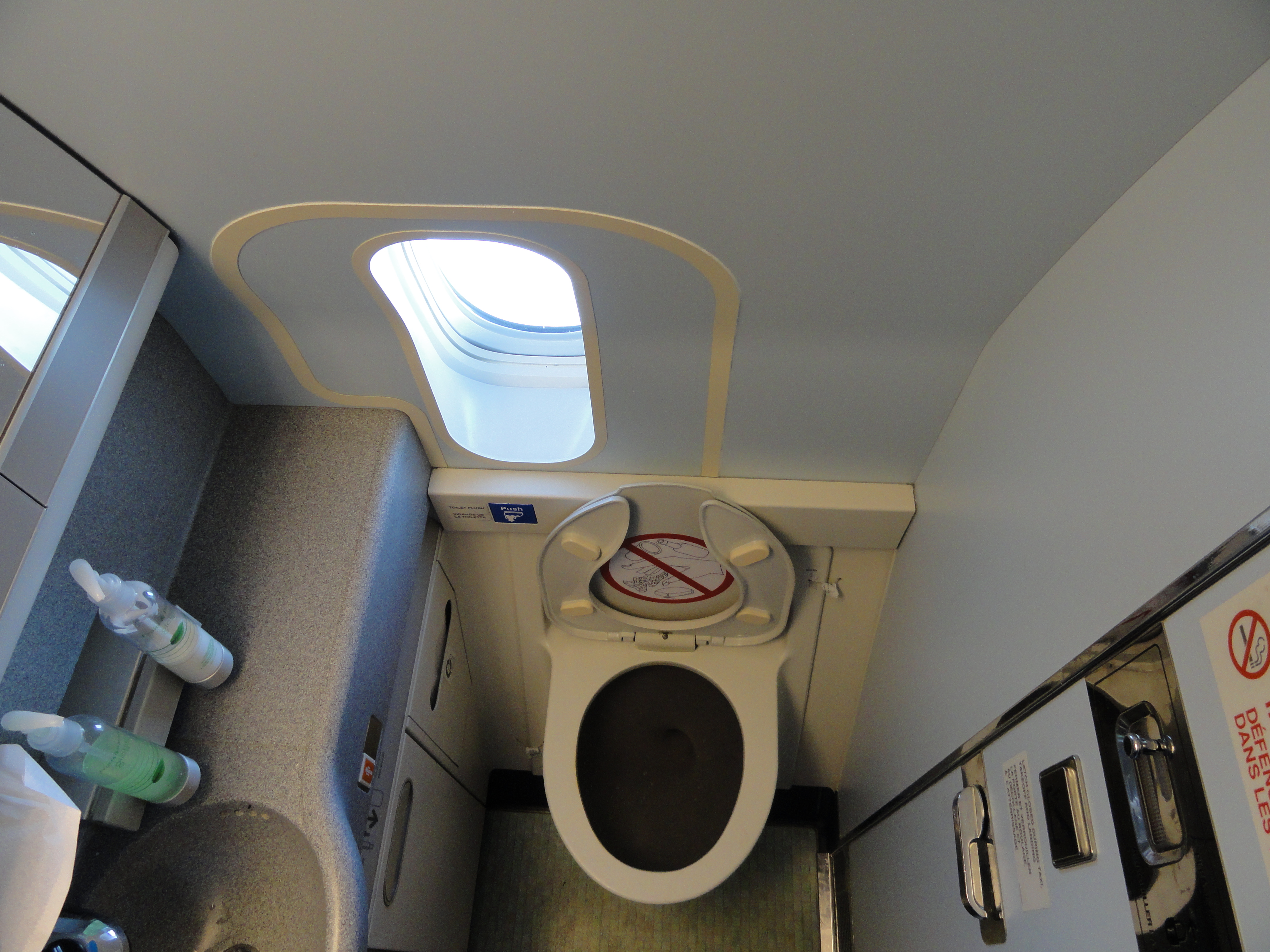
Una toilette di bordo della classe business su un Boeing 777-200LR di Air Canada.

La toilette di bordo (o bagno di bordo) è la zona di un aeroplano adibita alla sede di apparecchi igienici, tipicamente vaso sanitario e lavabo. È disponibile sulla maggior parte dei voli passeggeri, ad eccezione di alcuni voli a corto raggio. 

## Storia

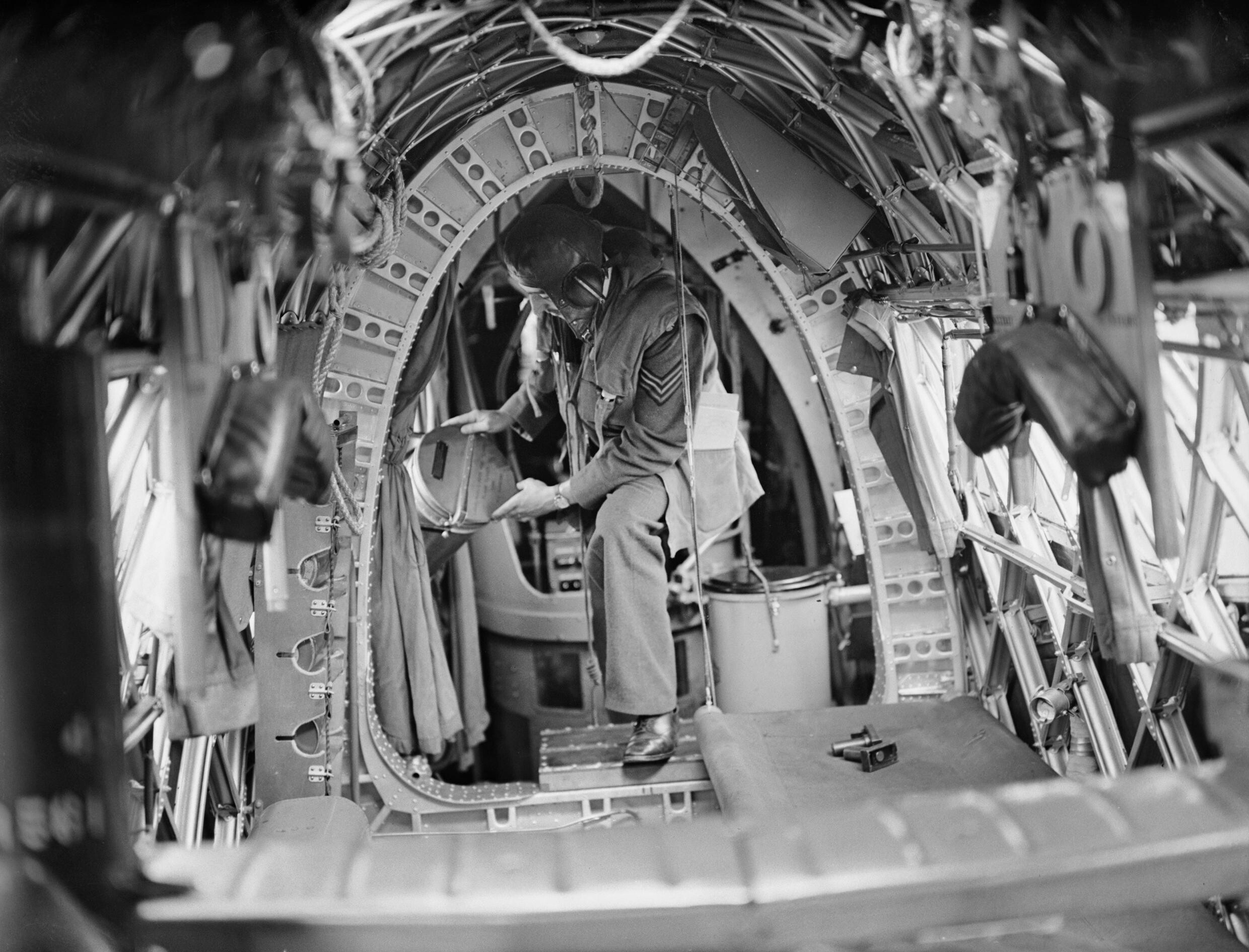
Un membro dell'equipaggio a bordo di un bombardiere Vickers Wellington. Il contenitore alla sua destra è la toilette chimica chiamata "Elsan" (1939-1941).

Uno dei primi aeromobili equipaggiati con una toilette fu, nel 1921, il prototipo di idrovolante da trasporto passeggeri Caproni Ca.60, Non entrò comunque mai in servizio perché andò distrutto durante il suo secondo volo. L'aereo da trasporto Handley Page H.P.42, progettato nel 1928, prevedeva delle toilette nella zona centrale del velivolo.
L'idrovolante "Supermarine Stranraer", che volò per la prima volta nel 1934, era dotato di un WC con scarico libero in aria. In volo, sollevando la tavoletta del water, si generava un flusso d'aria che produceva un caratteristico rumore aerodinamico che fece guadagnare all'aereo il nomignolo di "Whistling Shithouse". L'idrovolante Short Sunderland, in servizio tra il 1938 ed il 1967, era relativamente meglio equipaggiato, con un vaso sanitario in porcellana e scarico ad acqua.
Durante la seconda guerra mondiale, i grandi bombardieri quali il Boeing B-17 Flying Fortress e l'Avro Lancaster, erano equipaggiati con bagni chimici; nel Regno Unito erano chiamati "Elsans" dal nome della casa costruttrice.
Nei moderni aerei da trasporto passeggeri, la toilette di bordo è di norma composta da un impianto idrico riempito di acqua potabile che alimenta il lavabo e un sistema di recupero delle acque reflue. I piccoli aerei da trasporto regionali destinati alle tratte più corte possono anche essere del tutto sprovvisti di toilette di bordo.

## Tecnica

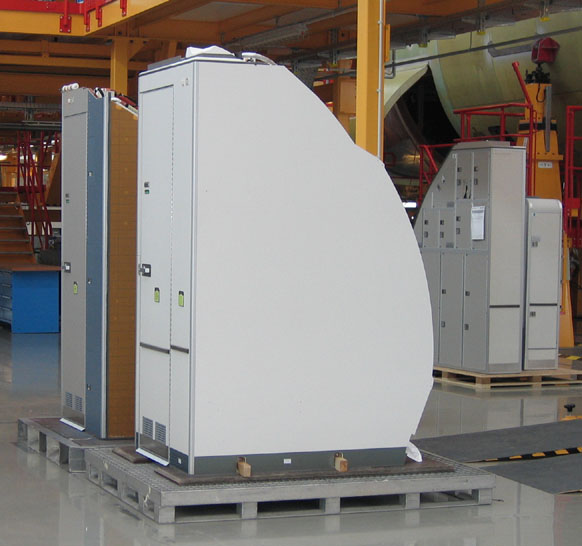
Un modulo contenente una toilette di bordo di un Airbus A320.

Il numero e l'allestimento delle toilette di bordo possono variare considerevolmente da una compagnia aerea all'altra e da aeromobile ad aeromobile. Le compagnie aeree a basso costo tendono ad installare un numero minimo di toilette (dell'ordine di una ogni 50 passeggeri) in modo da massimizzare i posti disponibili. Viceversa, gli allestimenti di cabine di prima classe o business prevedono una densità maggiore (una ogni 12 passeggeri) e, in alcuni casi, anche la presenza di docce.
Le moderne toilette non prevedono più il ricircolo dell'acqua di raccolta tipica del bagno chimico, ma si basano sulla tecnologia dello scarico a vuoto (introdotta nel 1975) dove una piccola quantità di acqua pulita è fatta scorrere per sciacquare sommariamente il vaso mentre un sistema di aspirazione rimuove i residui solidi e liquidi immagazzinandoli in un serbatoio che sarà svuotato una volta a terra.

### Accessori
- Posacenere
- Water con pulsante per lo scarico
- Pulsante per richiesta di aiuto
- Presa elettrica
- Contenitore per rifiuti
- Maniglioni per disabili
- Lavabo
- Specchio
- Distributore di fazzoletti
- Dosatore di sapone per le mani
- Distributore di carta igienica

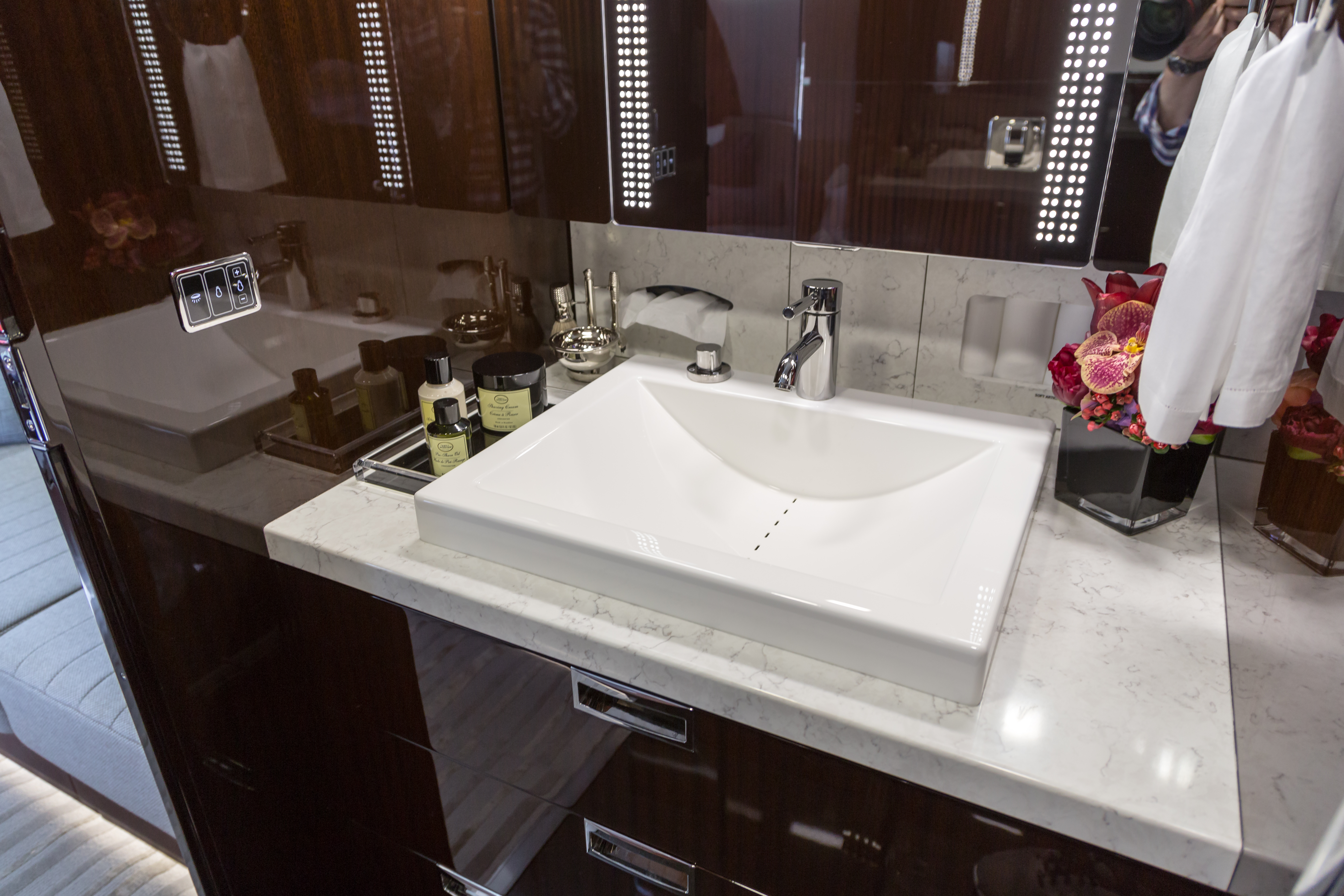
Lavabo in porcellana in una toilette di un jet privato.

- Distributore di bicchieri di carta
- Segnale di toilette occupata/libera

Nelle toilette possono essere presenti altri scomparti di servizio con materiali di scorta ma sono generalmente chiusi a chiave. Il lavabo può essere fatto in resina o acciaio (come il vaso sanitario). 
Nonostante il fumo a bordo sia proibito in quasi tutto il mondo, è un requisito normativo comune che il portacenere continui ad essere installato sulle porte dei bagni di bordo per evitare che, in caso un passeggero comunque contravvenga al divieto, possa gettare il mozzicone nel cestino dei rifiuti della toilette innescando un incendio.
Il cestino della spazzatura è dotato di un estintore automatico ad Alometano e portelli di chiusura a molla; tutti i bagni di bordo sono dotati di rivelatori di fumo.

### Rifornimento

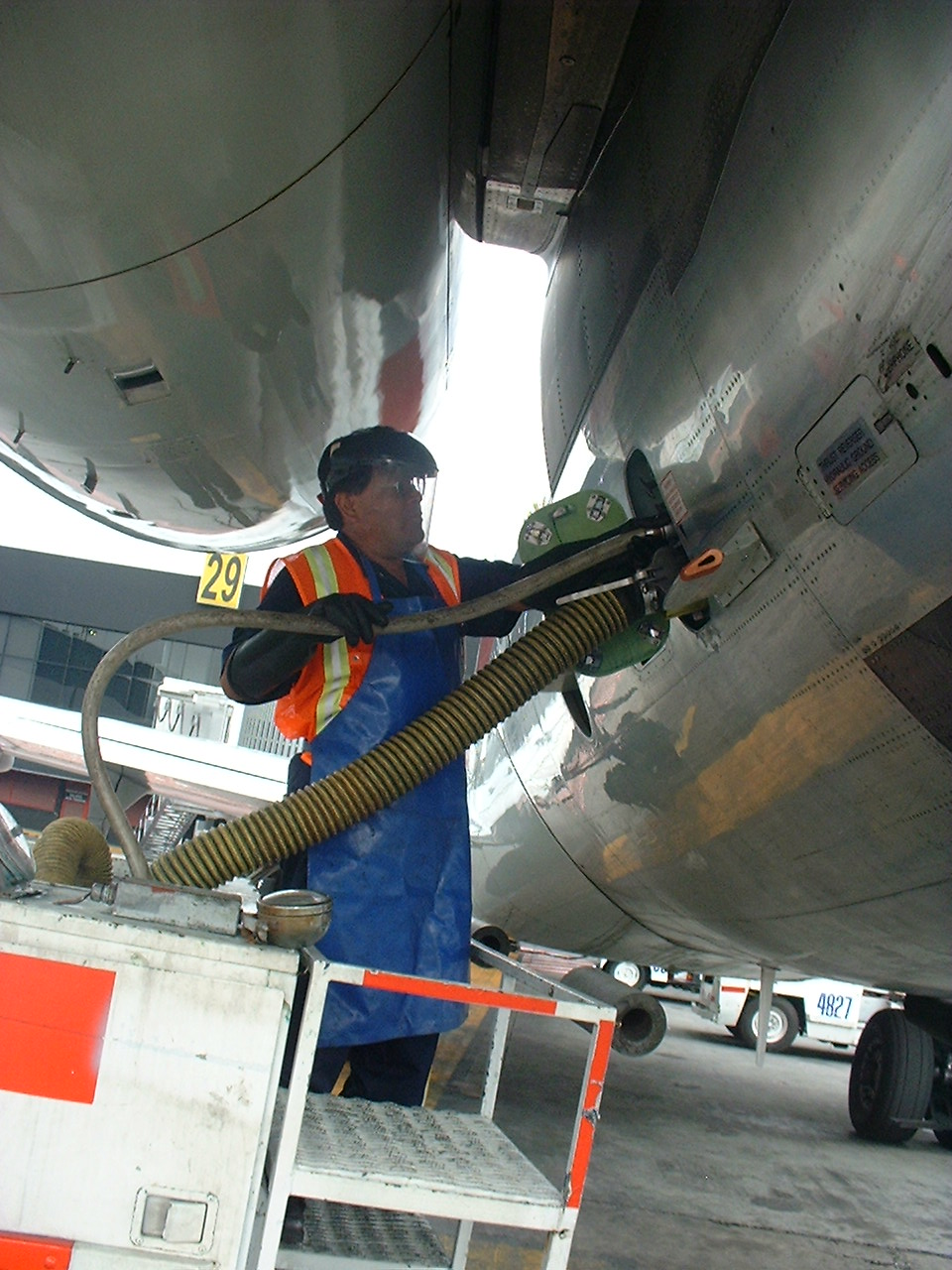
Rifornimento di una toilette di un McDonnell Douglas MD-80

Ogni aeromobile dotato di un bagno di bordo deve poter scaricare le acque reflue raccolte. Durante la sosta, l'impianto viene svuotato mediante il trasbordo su autocisterne e rifornito dell'acqua potabile e degli agenti chimici contenuti nel serbatoio di raccolta.